# 페르난도 알렌드
페르난도 알렌드(Fernando Allende, 1952년 11월 10일 ~ )는 멕시코의 영화 프로듀서, 영화 감독, 배우, 화가, 가수, 영화배우, 텔레비전 배우이다.
멕시코시티에서 태어났다.

## 영화
- 에너미 라인스 3 (2009년)
- 트릭 (1998년)
- 알라모 (1987년)
- 3막 살인 (1986년)
- 프론테라 (1980년)
- 번개 기사 카를로스 (1980년)